# Amos Eaton
Amos Eaton ( 17 de mayo de 1776, parroquia de New Concord (hoy Chatham), distrito de Columbia, NY – 10 de mayo de 1842, NY) fue un naturalista y educador en la ciudad de Troy, NY; quien es considerado el fundador de la prospección científica moderna en educación, lo cual fue un cambio radical de la tradición de las artes liberales estadounidenses de clásicos, religiosas, clases, conferencias y recitación.

## Biografía
Eaton concurre al "Colegio Williams"; graduándose en 1799, y pasa a estudiar leyes en Nueva York, siendo admitido en el Colegio de Abogados en 1802. Ejerce el derecho en Catskill, NY, hasta 1810, cuando es encarcelado bajo cargos de falsificación. Pasa cinco años en prisión, donde estudia Botánica y Geología, y tutora a los hijos del personal penitenciario; uno de esos discípulos estudiantes era John Torrey, más tarde un distinguido botánico. En esta acción, Eaton ocupa un año en la Yale University estudiando Botánica, Química, Mineralogía con Benjamin Silliman y Eli Ives.
Retorna con un contrato al "Colegio Williams", donde enseña Zoología, Botánica, Geología, y publica un diccionario botánico.
En 1817, publica su Manual of Botany for the Northern States (672 p.) la primera flora del área; con ocho ediciones.
Retorna a Nueva York en 1817, donde DeWitt Clinton le arregla una serie de conferencias a la Legislatura de Nueva York State sobre la geología del Estado, en conexión con la construcción del canal Erie. Entre los legisladores que escucharon fielmente sus conferencias estaba Stephen Van Rensselaer III, director de los extensos territorios de Rensselaerwycken NY, quien, en 1820, lo contrata para producir el Estudio Geológico del Condado de Albany, que fue seguido por otras prospecciones geológicas en muchas partes del área por donde el canal se construiría. Al final, Eaton completaría un estudio de una sección de 90km de ancho entre Buffalo y Boston.
En 1824, con la asistencia de Rensselaer, que era millonario y filántropo, cofunda "La Escuela Rensselaer" (hoy Instituto Politécnico Rensselaer, RPI) "con el propósito de instruir a personas, que han elegido aplicarse por sí mismos, en la observación de la ciencia a los propósitos comunes de la vida". Eaton fue profesor Sénior en esta Escuela, hasta su deceso en 1842. Bajo su liderazgo, Troy, NY rivalizaba con Londres, Inglaterra como centro de estudios geológicos en la primera parte del siglo XIX.

## Otras publicaciones
- amos Eaton. Art without Science 1800

- _________. Elementary Treatise on Botany 1810

- _________. Botanical Dictionary 1817 (2.ª ed. 1819, 4.ª ed. 1836

- _________. Manual of Botany 1817

- _________. Index to the Geology of the Northern States 1818

- _________. Geological and Agricultural Survey of the County of Albany, New York 1820

- _________. Chemical Notebook 1821

- _________. Chemical Instructor 1822

- _________. Cuvier's Grand Division 1822

- _________. Geological Nomenclature of North America 1822

- _________. Zoological Syllabus and Notebook 1822

- _________. Geological and Agricultural Survey of the District adjoining the Erie Canal 1824

- _________. Philosophical Instructor 1824

- _________. Botanical Exercises 1825

- _________. Botanical Grammar and Dictionary 1828

- _________. Geological Text-Books Prepared for Popular Lectures on North American Geology 1830

- _________. Directions for Surveying and Engineering 1838

- _________ john Wright (m.d.) 1840. North American botany: comprising the native and common cultivated plants, north of Mexico. Genera arranged according to the artificial and natural methods, v. 3386 de Selected Americana from Sabin's Dictionary of books relating to America. 8.ª edición de E. Gates, 625 p.

- _________, stephen van Rensselaer. 1828. A geological nomenclature for North America: founded upon geological surveys taken under the direction of Stephen Van Rensselaer : prepared for Rensselaerean schools. Ed. Packard & Van Benthuysen, 31 p.

- _________. 1826. Chemical instructor: presenting a familiar method of teaching the chemical principles and operations of the most practical utility to farmers, mechanics, housekeepers and physicians; and most interesting to clergymen and lawyers. Intended for schools and the popular class-room. V. 5 de Harvard science and math textbooks preservation microfilm project. 2.ª edición de Websters and Skinners, 231 pp.

## Sus estudiantes
- James Dwight Dana — geólogo, zoólogo
- James Eights — explorador de la Antártida
- Ebenezer Emmons (1799-1863)
- Asa Fitch (1803-1879)
- Asa Gray — botánico
- James Hall (paleontológo) — primer geólogo del Estado de NY
- Joseph Henry — desarrollo del electromagnetismo
- Douglass Houghton (1809-1845)
- Eben Norton Horsford (1818-1893).
- John Leonard Riddell — botánico, geólogo, autor
- Abram Sager (1810-1877)
- John Torrey — botánico

## Honores
La influencia de Eaton en el RPI aún es visible en varias áreas: el Departamento de Matemática se aloja en el Amos Eaton Hall, y está el "Profesorado Amos Eaton", nombrado así en RPI (corrientemente ocupado por el Dr. Joseph Flaherty). La "Silla Amos Eaton" es la que originalmente le dieron a Amos Eaton los estudiantes de RPI en 1839, y más tarde donada de nuevo al RPI por la familia de Eaton, y hoy usada por el presidente del RPI durante eventos formales. Amos Eaton fue introducido a la "Galería de la Fama del RPI", en la clase inaugural de 1998.

### Eponimia
- (Poaceae) Eatonia Raf.[4]

- La abreviatura «Eaton» se emplea para indicar a Amos Eaton como autoridad en la descripción y clasificación científica de los vegetales.[5]